# Arne Wyller
Arne August Wyller, född 10 mars 1927, död 19 juni 2001, var en norsk astrofysiker.
Wyller doktorerade år 1955 i astronomi vid Harvarduniversitetet i USA. Han var från 1972 professor i astrofysik vid den svenska Forskningsstationen för astrofysik på Capri, som 1980 flyttade till kanarieön La Palma och bytte namn till Institutet för solfysik.
Wyller invaldes 1983 som utländsk ledamot av Vetenskapsakademien. Han var son till Anne-Marie Wyller, dotter till August Strindberg och Harriet Bosse, och Anders Wyller, norrman och lektor vid Sorbonne.

### Fotnoter
1. ↑  Store norske leksikon.[källa från Wikidata]
2. ↑  Norsk biografisk leksikon, Kunnskapsforlaget, läs online.[källa från Wikidata]
3. ↑  Institutet för solfysik Arkiverad 18 maj 2005 hämtat från the Wayback Machine., läst 19 januari 2010